# Hemiargus hanno
Hemiargus hanno is een vlinder uit de familie van de Lycaenidae. De wetenschappelijke naam van de soort is voor het eerst geldig gepubliceerd in 1790 door Stoll.